# توپ خودکششی شولف
توپ خودکششی شولف در زبان عبری به معنای توپ جنگیکه براساس پلتفرم اصلی تانک مرکاوا ۳ ساخته شده‌است. این توپ خودکششی پایه و اساس دیگر توپ‌های ارتش اسراییل بوده‌است

## تاریخچه
با توجه به نیازهای مبرم ارتش اسراییل برای ایجاد این ظرفیت در دهه ۷۰ میلادی تحقیق و بررسی برای ساخت این توپ شروع شد و اجرای این طرح به یک فرمان ملی بدل شد که موجب این شد مجموعه تحقیق‌ها براساس آخرین علم روز و فناوری برای توسعه ان انجام بگیرد. اولین نمونه آزمایشی ان در سال ۱۹۸۴ رونمایی شد که مجموع ازمایش‌های با شکست مواجه شد به این دلیل وزارت دفاع تصمیم به توسعه ان براساس طرح اولیه توپ خود کششی آمریکایی ام ۱۰۹ گرفت. توپ ۱۵۵ میلیمتری ان را شرکت سولتام سیستم اسرائیل به صورت اختصاصی طراحی کرده

## قابلیت و ویژگی
شاسی ان براساس تانک مرکاوا ۳ تولید شده‌است تمامی قطعه‌های یدکی این توپ با تانک مرکاوا یک نمونه هستند پس این قابلیت هزینه نگهداری این توپ خودکششی را به مراتب کم کرده‌است. این توپ بعد از ایست کامل بعد از ۱۵ ثانیه برای شلیک آماده می‌شود و در هر دقیقه قابلیت شلیک ۹ را دارد لازم است ذکر شود قابلیت حمل ۷۵ را دارد که ۶۰ عدد از ان‌ها را به صورت عملیاتی می‌تواند به صورت مداوم شلیک کند کالیبر گلوله ان ۱۵۵ میلیمتری استاندارد ناتو هست برد هر پرتابه ان ۴۰ کیلومتر است سیستم بارگذاری گلوله ان چرخ فلکی است. توپ ان دارای قفل سر است که باعث می‌شود جایگاه شلیک ان در حال حرکت ثابت بماند و قابلیت شلیک در حال حرکت را به ان می‌دهد که مزیت مهم برای این هویتزر است. تعداد خدمه ان ۴ نفر است که حتی در صورت عمل نکردن سیستم بارگذاری چرخ فلکی ان بتوانند به صورت دستی گلوله را بارگذاری کنند. این هویتزر دارای سیستم محافظت دفاع ش‌م‌پ‌ه که از جان خدمه در هر شرایطی محافظت و همچنین سیستم تهویه مطبوع که خدمه از گرمای داخل به دلیل شلیک شرایط قابل قبولی فراهم کند. زره ان در برابر پرتابه‌های راکتی سطح اول مقاوم هست. موتور ان ۱۲۰۰ اسب بخار توان ایجاد می‌کند که سرعت ان تا ۶۵ کیلومتر در ساعت با برد عملیاتی ۵۰۰ کیلومتر می‌رسد.

## مشخصات
مشخصات:
- خدمه: چهار نفر
  - وزن: ۴۵ تن
  - طول: ۱۳٫۵ متر با لوله ۹ متر بدون لوله
  - عرض: ۳٫۵ متر
  - ارتفاع: ۳٫۴ متر
  - سلاح ثانویه: M2 کالیبر ۵۰
  - توپ: جی ۵
  - شاسی: مرکاوا ۳
  - کالیبر: ۱۵۵ م‌م
  - کالیبر لوله: ال ۵۲
  - وزن پرتابه: ۴۳٫۷ کیلوگرم
  - برد گلوله: ۴۵ کیلومتر
  - نرخ آتش: ۹ دور در دقیقه
  - زاویه آتش: ۵- تا ۷۰+
  - گردش برجک: ۳۶۰ درجه
  - حامل گلوله: ۷۵ گلوله
  - قدرت موتور: ۱۲۰۰ اسب
  - سرعت جاده‌ای: ۶۰ کیلومتر در ساعت
  - برد جاده‌ای: ۵۰۰ کیلومتر